# Segretario di Stato per gli affari dei dominion
La carica di segretario di Stato per gli affari dei dominion era una carica britannica di livello ministeriale creata nel 1925, responsabile delle relazioni del Regno Unito con i propri dominion  — Canada, Australia, Nuova Zelanda, Unione Sudafricana, Terranova, India e Stato Libero d'Irlanda — e con la colonia della corona britannica autogovernata della Rhodesia Meridionale.  Dalla creazione del suo ruolo, avvenuta l'11 giugno 1925, al 1930, il segretario, che poteva anche contare sull'aiuto del sottosegretario di Stato per gli affari dei dominion, svolse tale compito in collaborazione con il segretario di Stato per le colonie e addirittura, in diverse occasioni, le due segreterie furono occupate dalla stessa persona.
Nel 1947 il nome della carica cambiò in segretario di Stato per le relazioni del Commonwealth che, dopo diverse fusioni con altre segreterie, nel 1968 assunse l'attuale nome di segretario di Stato per gli affari esteri e del Commonwealth.

## Segretario di Stato per gli affari dei dominion, 1925—1947
| Segretario | Segretario | Segretario                                                                               | Partito                           | Inizio            | Fine              | Governo             |
| ---------- | ---------- | ---------------------------------------------------------------------------------------- | --------------------------------- | ----------------- | ----------------- | ------------------- |
|            |            | Leo Amery (anche segretario di Stato per le colonie)                                     | Partito Conservatore              | 11 giugno 1925    | 4 giugno 1929     | Stanley Baldwin     |
|            |            | Sidney James Webb (anche segretario di Stato per le colonie)                             | Partito Laburista                 | 7 giugno 1929     | 5 giugno 1930     | Ramsay MacDonald    |
|            |            | James Henry Thomas (anche segretario di Stato per le colonie tra agosto e novembre 1931) | Organizzazione Nazional Laburista | 5 giugno 1930     | 22 novembre 1935  | Ramsay MacDonald    |
|            |            | Malcolm MacDonald                                                                        | Organizzazione Nazional Laburista | 22 novembre 1935  | 16 maggio 1938    | Stanley Baldwin     |
|            |            | Edward Stanley                                                                           | Partito Conservatore              | 16 maggio 1938    | 16 ottobre 1938   | Neville Chamberlain |
|            |            | Malcolm MacDonald (anche segretario di Stato per le colonie)                             | Organizzazione Nazional Laburista | 31 ottobre 1938   | 29 gennaio 1939   | Neville Chamberlain |
|            |            | Thomas Inskip                                                                            | Partito Conservatore              | 29 gennaio 1939   | 3 settembre 1939  | Neville Chamberlain |
|            |            | Anthony Eden (anche segretario di Stato per la Guerra)                                   | Partito Conservatore              | 3 settembre 1939  | 14 maggio 1940    | Neville Chamberlain |
|            |            | Thomas Inskip                                                                            | Partito Conservatore              | 14 maggio 1940    | 3 ottobre 1940    | Winston Churchill   |
|            |            | Robert Gascoyne-Cecil                                                                    | Partito Conservatore              | 3 ottobre 1940    | 19 febbraio 1942  | Winston Churchill   |
|            |            | Clement Attlee                                                                           | Partito Laburista                 | 19 febbraio 1942  | 24 settembre 1943 | Winston Churchill   |
|            |            | Robert Gascoyne-Cecil                                                                    | Partito Conservatore              | 24 settembre 1943 | 26 luglio 1945    | Winston Churchill   |
|            |            | Christopher Addison                                                                      | Partito Laburista                 | 26 luglio 1945    | 7 luglio 1947     | Clement Attlee      |

Christopher Addison, I visconte Addison, assumerà la carica di segretario di Stato per le relazioni del Commonwealth il 7 luglio 1947.